# واکس میوه

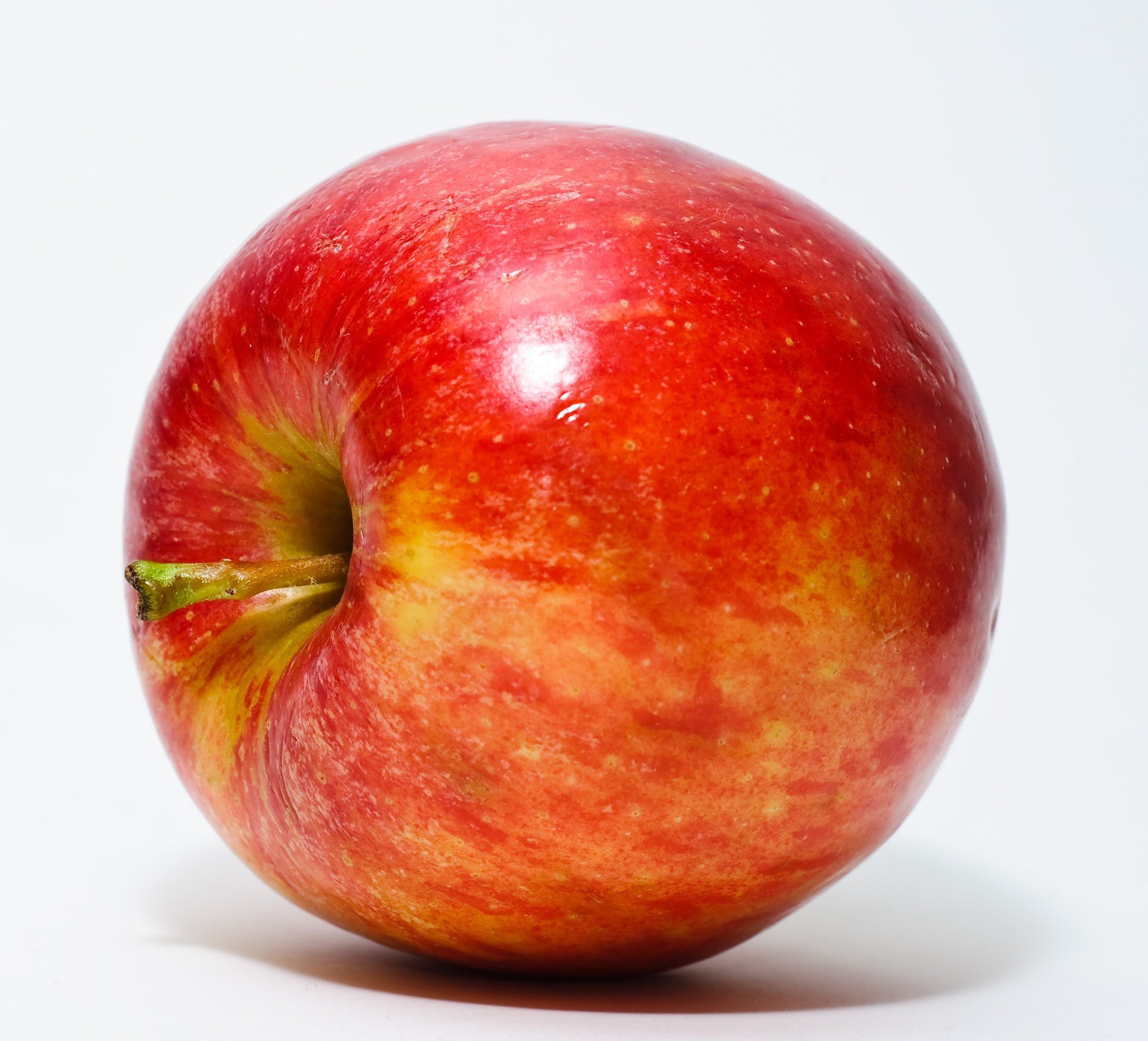
یک سیب واکس خورده

واکس میوه برای جذاب شدن ظاهر میوه و حفظ کیفیت در طول زمان نگهداری آن، سطح میوه به مواد شیمیایی آغشته می‌شود که به دلیل چربی سطح میوه به آن پارافین نیز می‌گویند.

## علت
تولید کنندگان و به‌خصوص صادر کنندگان میوه‌ها جهت جذاب شدن مرکبات و سیب‌های سبز و قرمز آن‌ها را به مواد شیمیایی آغشته می‌کنند تا هم میوه زمان بهتری ماندگار باشد و هم از نفوذ باکتری‌های تجزیه کننده حفظ شود. همچنین این امر به زیبایی و جلب مشتری کمک می‌کند.

## سلامت
با توجه به کنده شدن پوست مرکبات این امر ظاهراً برای سلامتی انسان مشکلی ایجاد نمی‌نماید اما در مورد سیب که بسیاری افراد میل دارند آن را با پوست میل کنند موضوع متفاوت است. هرچند در ایران بین مدیران سلامت و تولید محصولات کشاورزی اختلاف نظر بسیار است و در نهایت نمی‌توان به نتیجه رسید که آیا اصولاً این موضوع برای سلامتی انسان مضر است یا خیر اما توصیه شده به دلیل عدم کنترل مناسب بر مواد استفاده شده سیب‌ها به‌صورت پوست کنده مصرف شوند.

## مرکبات
در مرکبات بر اساس منابع استفاده از واکس میوه در ایران امری رایج به نظر می‌آید که با توجه به عدم مصرف مرکبات با پوست امری مناسب به نظر می‌رسد و بهره‌وری نگهداشت و فروش را در پی دارد.

## سیب
به‌صورت کلی سیب را می‌توان به سه نوع سبز، قرمز و زرد تقسیم نمود که واکس در سیب سبز و قرمز کاربرد دارد و روی سیب زرد کمکی به نگهداشت آن نمی‌کند و استفاده نمی‌شود.

## مواد تشکیل‌دهنده
مواد مورد استفاده برای تولید واکس تا حدودی به مقررات کشور تولیدکننده یا هدف صادرات بستگی دارد. از موم‌های طبیعی شلاک کارناوبایا حتی رزین و از موم پایه نفتی (فرمول‌های اختصاصی) استفاده می‌شود و اغلب بیش از یک موم برای ایجاد خواص مطلوب برای میوه مخلوط می‌شود. واکس ممکن است در یک حلال با پایه نفت استفاده شود اما امروزه بیشتر از طریق یک امولسیون پایه آب استفاده می‌شود. موم‌های پارافینی، مانند روغن یا خمیر تولید شده بیشتر برای سبزیجات مصرف دارند.
این واکس کاملاً شیمیایی بوده و از نفت خام به‌صورت روغن خاصی که بدون رنگ و بو و مزه باشد به روش کاملاً شیمیایی و آزمایشگاهی تهیه می‌شود. برای اینکار ماده اولیه جهت تولید واکس میوه که یکی از مشقات نفت خام است، باید طی فرایندهای خاصی آن را از نفت خام تصفیه نمود. در گذشته با استفاده از سولفوریک اسید این گونه روغن‌ها تولید می‌شد و با روش کاتالیستی ناخالصی‌ها در حضور کاتالیست و هیدروژن تحت شرایط عملیاتی مناسب روغن تولید می‌شد اما اکنون محققان موفق به تولید آن به روش نانو شده‌اند.

## محصولاتی که واکس می‌خورند
برخی منابع محصولات زیر را از محصولاتی نام می‌برند که ممکن است قبل از حمل به فروشگاه‌ها واکس بخورند:
- سیب
- آووکادوها
- فلفل دلمه‌ای و تند
- طالبی
- خیارها
- بادمجان
- گریپ فروت
- لیمو
- لیموترش سبز
- انبه
- خربزه
- شلیل
- پرتقال‌ها
- پاپایا
- زردک
- میوه شور
- هلو
- گلابی‌ها
- آناناس
- آلو
- کدو تنبل
- روتاباگا
- اسکواش
- سیب زمینی‌های شیرین
- تانگارین
- گوجه فرنگی‌ها
- شلغم
- یوکا